# Bürgerliches Gesetzbuch
Das Bürgerliche Gesetzbuch (BGB) ist die zentrale Kodifikation des deutschen allgemeinen Privatrechts. Es regelt die Rechtsbeziehungen zwischen Privatpersonen und steht damit in Abgrenzung zum öffentlichen Recht. Zusammen mit seinen Nebengesetzen (beispielsweise dem Wohnungseigentumsgesetz, Versicherungsvertragsgesetz, Lebenspartnerschaftsgesetz, Allgemeinen Gleichbehandlungsgesetz) bildet es das allgemeine Privatrecht. Neben dem allgemeinen Privatrecht stehen ergänzend die Sonderprivatrechte, die spezielle Regelungen für bestimmte Sachgebiete oder Berufsgruppen vorhalten, so die für Kaufleute geltenden Normen des Handelsrechts oder die kollektivrechtlichen Regeln des Arbeitsrechts. Gleichwohl bietet das BGB nebst dem genannten „Annex“ keine vollständige Kodifikation des Zivilrechts.
Nach langjähriger Beratung in zwei Juristenkommissionen und öffentlichen Debatten trat das BGB zur Zeit des Deutschen Kaiserreiches am 1. Januar 1900 durch Art. 1 des Einführungsgesetzes zum Bürgerlichen Gesetzbuche (EGBGB) in Kraft. Es war die erste privatrechtliche Kodifikation, die für das gesamte Reichsgebiet Gültigkeit besaß. Das BGB gilt nach dem Zweiten Weltkrieg in der Bundesrepublik Deutschland als Bundesrecht nach Art. 123 Abs. 1 und Art. 125 GG fort.
Der Gesetzgeber hat seitdem sehr viele Änderungen am BGB vorgenommen. Bei Reformen steht er häufig vor der Entscheidung, ob er das Reformgesetz als Änderungs- beziehungsweise Ergänzungsgesetz zum BGB oder als Sondergesetz außerhalb des BGB verabschieden soll. Die Praxis dazu ist uneinheitlich. Zu einer klaren Linie hat sich der Gesetzgeber bis heute nicht durchgerungen. Insgesamt ist die gesamte Kodifikation des bürgerlichen Rechts stetig angewachsen, Substanzverluste hingegen halten sich in überschaubaren Grenzen. Einbußen finden sich jedoch insoweit, als Regelungsmaterien im schuldrechtlichen Bereich durch Richterrecht überlagert worden sind. Am 2. Januar 2002 erfolgte im Zuge der umfassenden Reform des Schuldrechts eine Neubekanntmachung des BGB. Dabei wurde der Text auch an die neue deutsche Rechtschreibung angepasst. Ferner erhielt jeder Paragraph mit Ausnahme des § 1588 eine amtliche Überschrift.

## Einordnung
Das Bürgerliche Recht ist Teil des Privatrechts, das die Beziehungen zwischen rechtlich gleichgestellten Rechtsteilnehmern (Bürgern, Unternehmen) regelt. Im Gegensatz dazu regelt das öffentliche Recht die Beziehungen zwischen Privaten und Hoheitsträgern (Subordinationsverhältnis, etwa im Strafgesetzbuch (Deutschland) oder der Abgabenordnung) oder Hoheitsträgern untereinander. Die Einteilung in „Privatrecht“ und „Öffentliches Recht“ stammt bereits aus römischer Zeit. Der für das BGB namensgebende Begriff des „Bürgers“ darf dabei keinesfalls als Bezug auf eine ständerechtliche Gliederung der Gesellschaft in Adel, Bürger, Bauern und Arbeiter verstanden werden. Wie der synonym gebräuchliche Begriff „Zivilrecht“ es nahelegt, leitet sich in diesem Zusammenhang der „Bürger“-Begriff vom lateinischen civis her (vergleiche insoweit auch: ius civile) und ist als Staatsbürger zu verstehen.
Moderne Entwicklungen, etwa die Sonderregelungen für Verbraucherverträge, widersprechen dieser Konzeption einer bürgerlich-rechtlichen Kodifikation. Heute kann das bürgerliche Recht daher als das Recht verstanden werden, das generelle Regelungen für den alltäglichen Rechtsverkehr bereithält.

## Gliederung
Das BGB ist in fünf Bücher unterteilt:
- Buch 1: Allgemeiner Teil (§§ 1–240 BGB) – er enthält die wesentlichen Grundregeln für das zweite bis fünfte Buch als allgemein gültiger Teil (vgl. Klammertechnik)
- Buch 2: Recht der Schuldverhältnisse (§§ 241–853 BGB) – das römischrechtlich geprägte Schuldrecht enthält Regelungen für verpflichtende Verträge wie Kauf-, Miet- oder Dienstverträge sowie das Recht der gesetzlichen Schuldverhältnisse wie das Bereicherungs- und Deliktsrecht
- Buch 3: Sachenrecht (§§ 854–1296 BGB) – römischrechtlich geprägt ist auch das Sachenrecht, das vornehmlich Regelungen zum Eigentum, Besitz und zu den Grund- wie Mobiliarpfandrechten enthält; nicht aufgenommen wurde eine Vielzahl deutschrechtlicher Tatbestände wie das Jagd-, Fischerei-, Enteignungs- oder Erbzins- und Erbpachtrecht
- Buch 4: Familienrecht (§§ 1297–1921 BGB) – das deutschrechtlich geprägte Familienrecht enthält die wesentlichen Regelungen über Ehe und Familie
- Buch 5: Erbrecht (§§ 1922–2385 BGB) – das deutschrechtlich geprägte Erbrecht enthält umfangreiche Regelungen zu Testament, Erbfolge und Erbenstellungen

Die thematische Aufteilung der fünf Bücher folgt dabei der von der Pandektenwissenschaft des 19. Jahrhunderts entwickelten Systematik der Ableitung abstrakter Grundregeln aus dem ursprünglich kasuistisch aufgebauten Rechts- und Wertemodell Roms. Die Aufteilung unterliegt dabei einer bemerkenswerten Asymmetrie. Während die ersten drei Bücher, der Allgemeine Teil, das Schuldrecht und das Sachenrecht formaljuristisch gegeneinander unterschieden aufgebaut sind, enthalten die Bücher über das Familien- und Erbrecht zusammenhängende soziale Vorgänge. Diese mischen sich mit sachen- wie schuldrechtlichen Komponenten, die sich grundsätzlich eigentlich in den vorangestellten drei Büchern finden lassen sollten. Dieser systematisch uneinheitliche Aufbau resultiert aus den naturrechtlichen Vorstellungen der Zeit der Aufklärung. Danach war die Welt der Bürger einerseits in eine Privatsphäre aufgeteilt, die durch die Familie und den Erben gekennzeichnet ist und andererseits in eine von öffentlichen Interessen überlagerte Wirtschaftssphäre. Durch die Abgabe eines Teils der Souveränität an den Staat stellte sich dieser zwischen die klassischen Familieninteressen. So unterliegen die Eingehung der Ehe, das Scheidungs- und Versorgungsrecht zwingenden öffentlich-rechtlichen Maßgaben.
Der historisch gewachsenen Tradition einer pandektistischen Aufgliederung der Sachthemen in Schuld- (Obligationen-), Sachen-, Familien- und Erbrecht folgte das BGB. Vom Prinzip der Bildung kasuistischer Rechtssätze hingegen löste es sich. Bereits zur Zeit des Inkrafttretens des Gesetzes wandten sich die modernen rechtswissenschaftlichen Strömungen von der Pandektistik vollends ab. Diese Pandektistik leitete sich begrifflich aus den Pandekten (pandectae, „Allumfassendes“; auch: Digesten genannt, von digesta, „Geordnetes“) her, einem der insgesamt vier Bücher der justinianischen Gesetzgebung, des seit Beginn der Neuzeit so genannten Corpus iuris civilis. Da die justinianische Gesetzgebung weitgehend das kompiliert hatte, was in der römischen Rechtsklassik entwickelt worden war, lässt sie sich inhaltlich vornehmlich auf den römischen hochklassischen Juristen Gaius zurückführen. In systematischer Hinsicht folgte dessen einflussreiches Werk einem Leitbild, das grundlegend in nur zwei materiellrechtliche Sachbereiche aufteilte, das Personenrecht und das Sachenrecht. Die spätere Jurisprudenz sprach bei dieser Sacheinteilung vom Institutionensystem. Diesem Aufbau sind die Kodifikationen des Allgemeinen Bürgerlichen Gesetzbuches (ABGB) in Österreich und der Code civil in Frankreich verpflichtet. Insoweit ist das BGB eine romanistische Kodifikation.

## Vorgeschichte

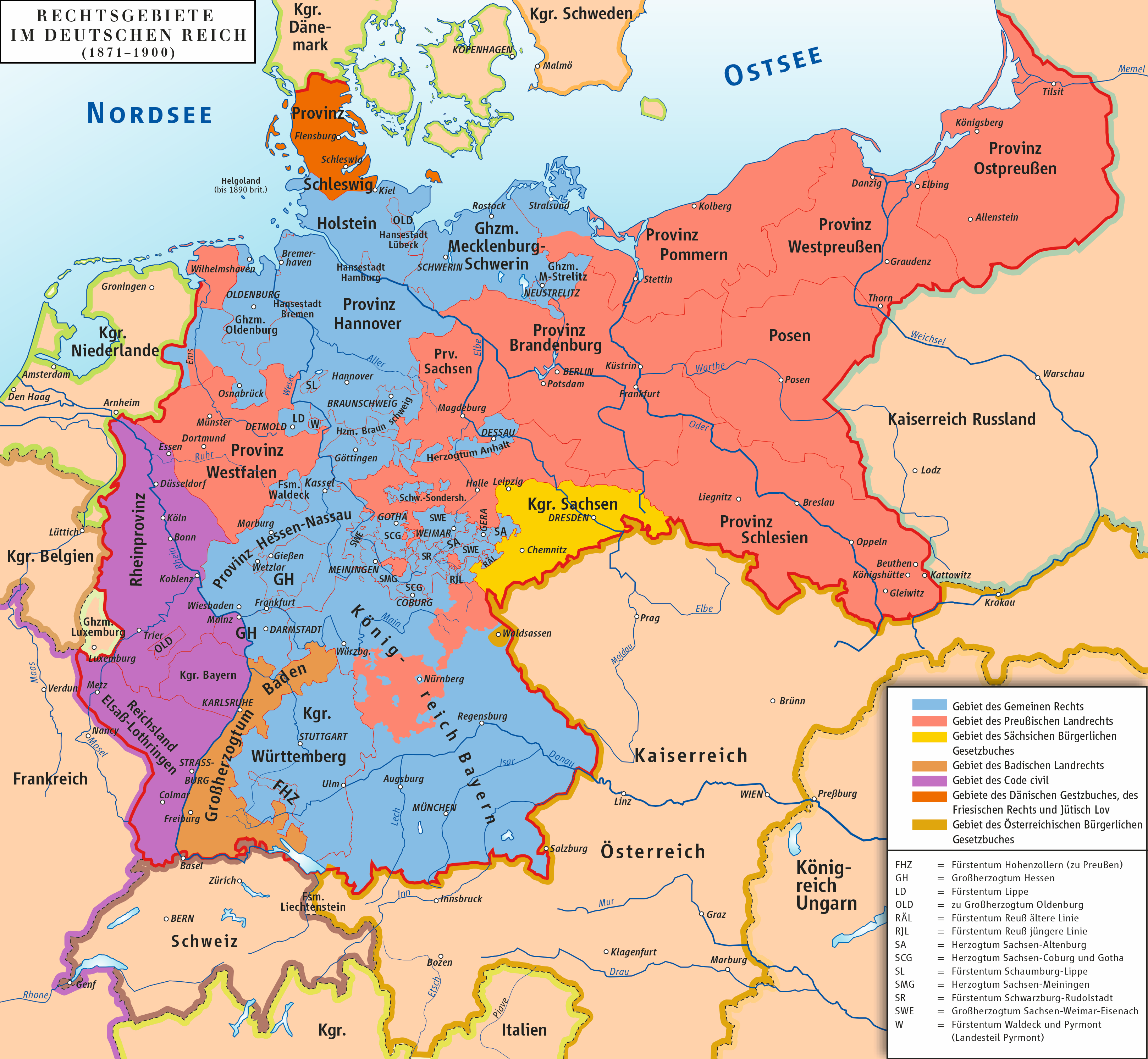
Rechtsgebiete im Deutschen Reich zum Ende des 19. Jh.s

Bevor das Bürgerliche Gesetzbuch in Kraft trat und zur Rechtsvereinheitlichung beitrug, lag das bürgerliche Recht auf dem Gebiet des 1871 gegründeten Deutschen Reichs in sehr zersplitterter Form vor. Zwar galten schon zuvor viele Normen für den gesamten deutschen Raum, so neben dem germanischen Gewohnheitsrecht (vergleiche auch Germanische Stammesrechte), das römische Recht in der Ausgangsform des iustinianischen Kaiserrechts. Dieses wurde mit etwas Verspätung ab dem 15. Jahrhundert auch im deutschsprachigen Raum rezipiert. Das Gemeine Recht fand subsidiäre Anwendung. In einigen Ländern bestanden eigenständige Kodifikationen. So galt in Preußen das Preußische Allgemeine Landrecht (ALR) von 1794, in den linksrheinischen Gebieten fand der Code civil von 1804 Anwendung, in Baden das Badische Landrecht von 1810, in Bayern der Codex Maximilianeus Bavaricus Civilis von 1756 und in Schleswig das Jütische Recht von 1241, teilweise der Sachsenspiegel beziehungsweise das gemeine Sachsenrecht oder das Sächsische BGB von 1865. In den anderen Ländern galt von vornherein Partikularrecht. Dieses wies wenig Übereinstimmungen auf, weil unterschiedliche Inhalte und Geltungsgründe geregelt waren. Übergreifend betrachtet, war ein Rechtszustand geschaffen, der als sehr uneinheitlich erschien.
Den teilweise verfolgten Bestrebungen zur Vereinheitlichung der Rechtslage ging der so genannte Kodifikationsstreit von 1814 voraus. Ausgetragen wurde er zwischen Anton Friedrich Justus Thibaut und Friedrich Carl von Savigny. Während der liberal eingestellte Thibaut eine einheitliche Kodifikation des bürgerlichen Rechts forderte, um den „bürgerlichen Verkehr“ (= Wirtschaftsverkehr) zu vereinfachen und zur nationalen Einheit beizutragen (Über die Notwendigkeit eines allgemeinen bürgerlichen Rechts für Deutschland), stand der konservative Savigny einer einzigen Kodifikation negativ gegenüber (Vom Beruf unserer Zeit für Gesetzgebung und Rechtswissenschaft), denn für eine solche Leistung schien ihm die Rechtswissenschaft seiner Zeit noch nicht reif. Zunächst behielt die Auffassung Savignys die Oberhand.

## Entstehung
Im Laufe der Zeit, besonders ab Gründung des Deutschen Reiches 1871, verstärkten sich aber die Forderungen nach einer einheitlichen Privatrechtsgesetzgebung. Bereits 1867 wurde im Reichstag des Norddeutschen Bundes beantragt, die Kompetenz zur Regelung des Bürgerlichen Rechts dem Bund zuzuweisen, was aber abgelehnt wurde. Zwei Jahre später wurde ein weiterer Antrag gleichen Inhalts eingereicht, welcher zwar angenommen wurde, aber folgenlos blieb. Es galt zudem die von Art. 4 Nr. 13 der Verfassung des Deutschen Reiches beschränkte Gesetzgebungskompetenz des Reiches für lediglich das Straf-, Obligationen-, Handels- und Wechselrecht sowie das gerichtliche Verfahrensrecht zu erweitern, damit ein einheitliches „bürgerliches Recht“ überhaupt entstehen konnte.
Nach der erfolgreichen Reichsgründung stellte sich für viele die Aufgabe, die innere Einheit des neu gegründeten Nationalstaats zu vollenden. Dazu gehörte auch die Vereinheitlichung des Rechtssystems nach dem Muster des benachbarten Frankreichs, das sich mit der Einführung des Code civil im Jahr 1804 ein einheitliches Zivilgesetzbuch gegeben hatte, das in der Folge von zahlreichen anderen Staaten, darunter auch einigen deutschen Territorien, übernommen wurde.

### Lex Miquel-Lasker
1873 beschlossen Reichstag und Bundesrat, auf Antrag der Reichstagsabgeordneten Johannes von Miquel und Eduard Lasker von der Nationalliberalen Partei, eine Änderung der Reichsverfassung, die dem Reich die Gesetzgebungszuständigkeit für das gesamte Zivilrecht übertrug (siehe lex Miquel-Lasker). Die Änderung bewirkte nunmehr die Ausdehnung der Gesetzgebungskompetenz des Reiches auf das gesamte bürgerliche Recht, nachdem die Ablehnung der katholischen Zentrumspartei und anderer konservativer Parteigruppierungen überwunden worden war. Das traditionelle Wort „Obligationenrecht“ wurde durch die Begrifflichkeit „das gesamte bürgerliche Recht“ ersetzt.

### Vorkommission
Eine Vorkommission machte dem Bundesrat hinsichtlich der Ausarbeitung eines bürgerlichen Gesetzbuches Vorschläge, die weitgehend auf ein Gutachten des Professors für Handelsrecht, Levin Goldschmidt, zurückgingen und ausführlich begründet waren. Dieser Kommission gehörten folgende Persönlichkeiten an:
- Levin Goldschmidt
- Franz Philipp Friedrich von Kübel
- Ludwig Ritter von Neumayr
- Hermann von Schelling
- Anton von Weber

### 1. Kommission und 1. Entwurf

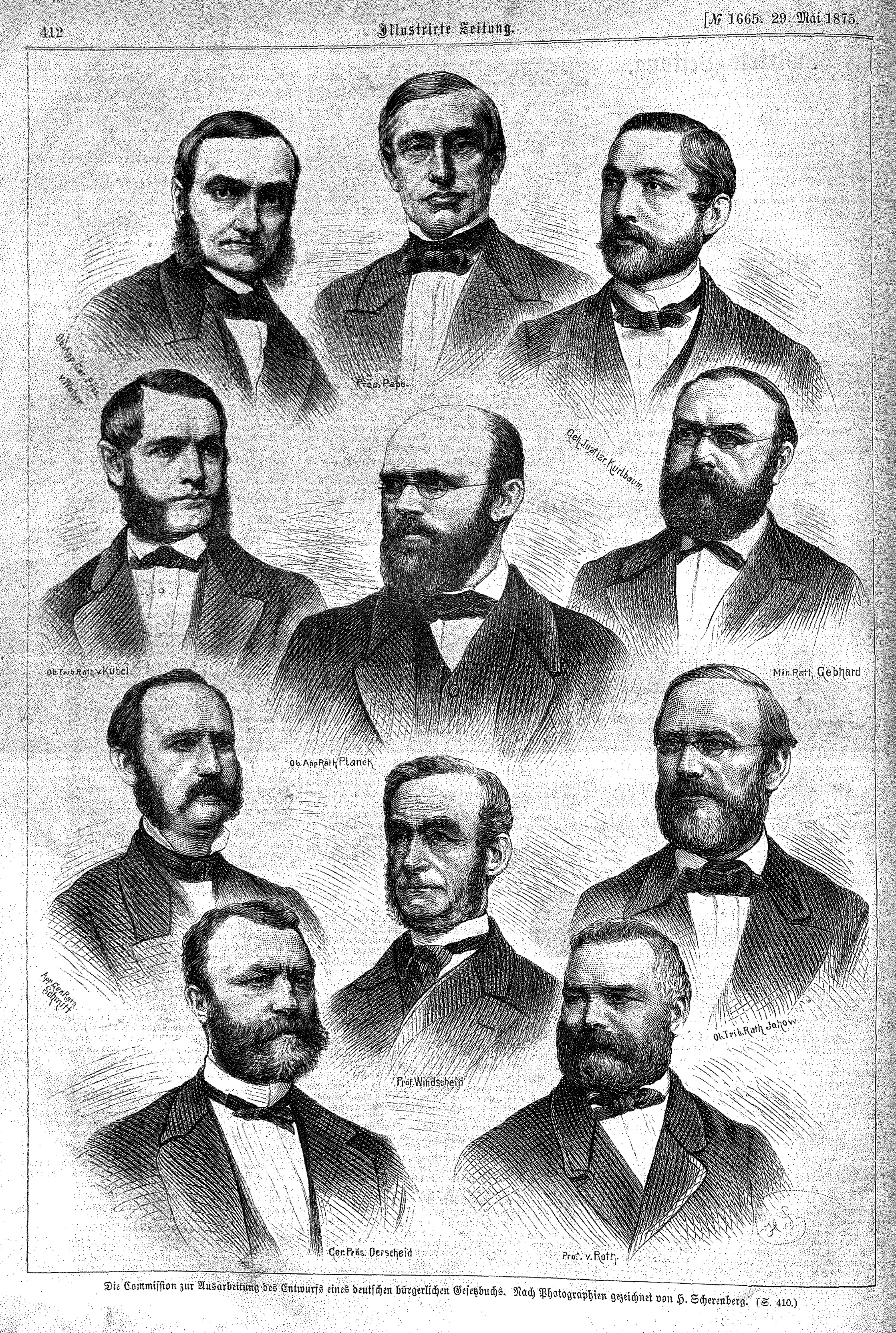
Die elf Mitglieder der 1. Kommission nach einem Stich von Hermann Scherenberg, der am 29. Mai 1875 in der Illustrirten Zeitung erschienen ist

Neben zunächst zu überwindenden ungünstigen politischen und verfassungsrechtlichen Voraussetzungen gab es sehr günstige: motivierte und leistungsbereite Juristen, die es verstanden auf hohem Niveau zu arbeiten. Die deutsche Rechtswissenschaft genoss während des 19. Jahrhunderts ein hohes Ansehen und fachliches Personal war ausreichend vorhanden. Die 1. Kommission unter Vorsitz von Heinrich Eduard von Pape bestand aus 9 Richtern und Ministerialbeamten und zwei Professoren, darunter dem Pandektisten Bernhard Windscheid, wurde 1874 vom Bundesrat einberufen und kam am 17. September 1874 erstmals zusammen. Ziel war es den damals geltenden „Gesamtbestand“ des Privatrechts auf „Zweckmäßigkeit, innere Wahrheit und folgenrichtige Durchführung“ zu untersuchen und aus den Ergebnissen die „richtige Formgebung und Anordnung“ zu setzen. Nach ausführlichen Beratungen legte sie im Dezember 1887 den 1. Entwurf nebst fünf Bänden „Motive“ vor. Er orientierte sich an den Grundsätzen des gemeinen Rechts, den Lehren Savignys und maßgeblichen Vorgaben Windscheids, weshalb der Entwurf in Anlehnung an dessen dreibändiges „Lehrbuch des Pandektenrechts“ auch der „kleine Windscheid“ genannt wurde. Andererseits wurde er als wenig an den sozialen Bedürfnissen orientiert, unzeitgemäß, undeutsch sowie schwer verständlich kritisiert. Die namhaftesten Kritiker waren Anton Menger und Otto von Gierke, der insbesondere die schrankenlose Vertragsfreiheit kritisierte. In der Kritikphase wurden nicht weniger als 600 größere Stellungnahmen abgegeben, manche hatten das Format ganzer Bücher.
Namentlich bestand die Kommission aus:
- Gustav Theodor Friedrich Derscheid
- Albert Gebhard
- Reinhold Heinrich Sigismund Johow
- Franz Philipp Friedrich von Kübel
- Karl Dietrich Adolf Kurlbaum
- Gustav von Mandry
- Heinrich Eduard Pape
- Gottlieb Karl Georg Planck
- Paul Rudolf von Roth
- Konrad Wilhelm von Rüger
- Gottfried Ritter von Schmitt
- Anton von Weber
- Bernhard Windscheid

Daneben waren der Kommission neun sog. Hilfsarbeiter zugewiesen – ihrerseits renommierte Juristen, die den Kommissionsmitgliedern zuarbeiteten und später die „Motive“ zum BGB rekonstruierten. Einige von ihnen sollten später der 2. BGB-Kommission angehören. Als Hilfsarbeiter waren tätig:
- Alexander Georg Achilles
- Karl Heinrich Börner
- Theodor Carl Wilhelm Philipp Braun
- Karl Eugen Ferdinand von Ege
- Viktor Friedrich August von Liebe
- Karl Martini
- Wilhelm Konrad Neubauer
- Hermann Carl Sigismund Struckmann
- Karl Georg Ludwig Lionel Vogel

### 2. Kommission, 2. und 3. Entwurf

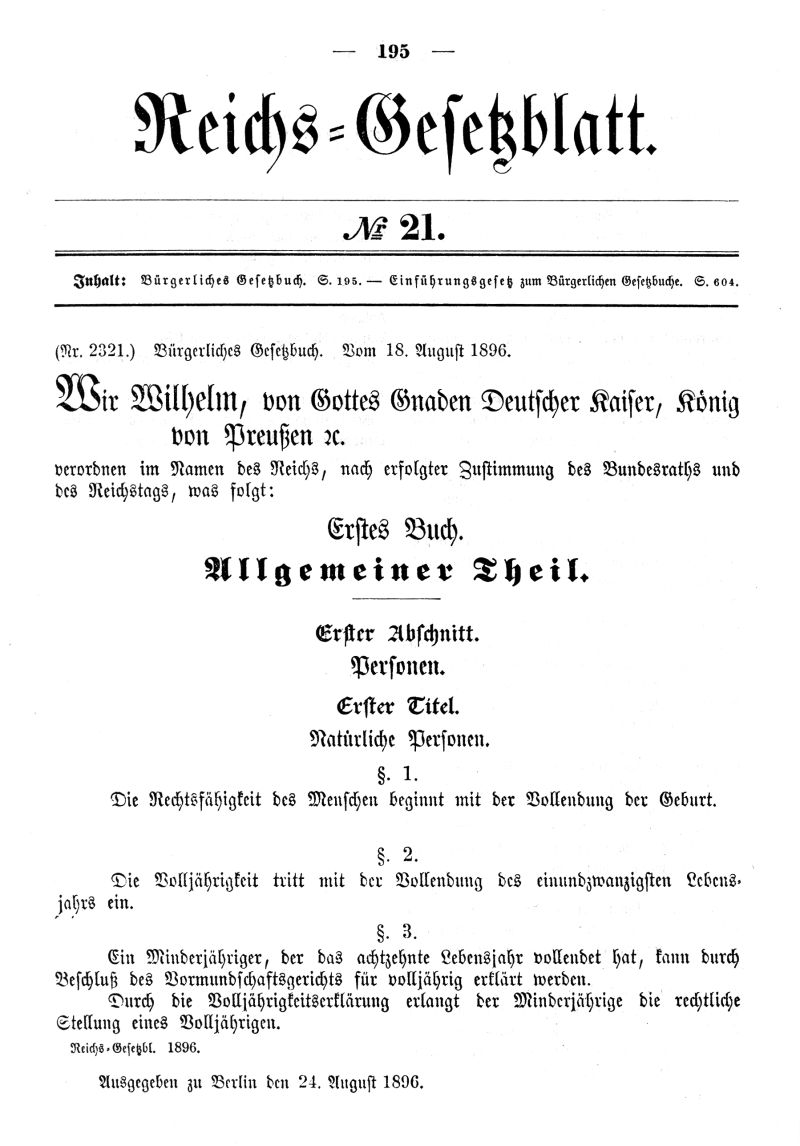
Verkündung im Reichsgesetzblatt. Der Volltext dieser Textfassung ist via Wikisource verfügbar.

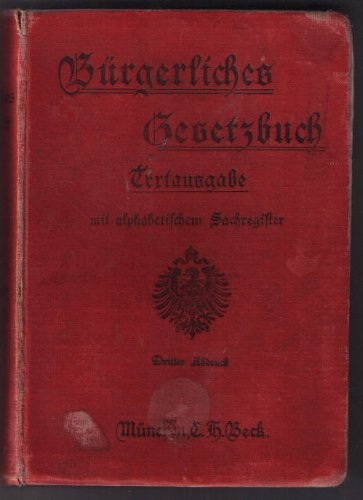
Bürgerliches Gesetzbuch, Buchausgabe 1896

Eine 1890 einberufene 2. Kommission unter der Leitung ihres Generalreferenten Gottlieb Planck bestand aus einem deutlich erweiterten Kreis von Kommissionsmitgliedern sowie Kommissaren der Reichsleitung:
- Alexander Georg Achilles
- Karl Heinrich Börner
- Robert Bosse
- Johannes Ernst Conrad
- Ludwig von Cuny
- Bernhard Engelbert Joseph Danckelmann
- Emil Gerhard Dittmar
- Hermann Gustav Eichholz
- Friedrich Balduin Freiherr von Gagern
- Albert Gebhard
- Friedrich Goldschmidt
- Eduard Hanauer
- Otto Heinrich von Helldorff-Bedra
- Adolph Hoffmann
- Karl August Ritter von Jacubezky
- Oscar Rudolph Küntzel
- Ernst Leuschner
- Gustav von Mandry
- Otto Carl Gottlob Freiherr von Manteuffel-Crossen
- Otto Karl von Oehlschläger
- Gottlieb Karl Georg Planck
- Konrad Wilhelm von Rüger
- Emil Russell
- Peter Spahn
- Hermann Carl Sigismund Struckmann
- Richard Karl Wilke
- Isaac Wolffson

1895 legte sie den 2. Entwurf (nebst sieben Bänden „Protokolle“) vor, an dem diesmal auch Nichtjuristen beteiligt waren. Nachdem der Bundesrat geringfügige Änderungen vorgenommen hatte, leitete er ihn 1896 dem Reichstag weiter, der ihn als „dritten Entwurf“ aufgriff, um seinerseits kleinere Veränderungen vorzunehmen. Am 18. August des Jahres wurde das Gesetz nach 23 Jahren beschlossen und verkündet. Die Gesetzgebungsarbeiten waren im Ausland aufmerksam mitverfolgt worden und nahezu einhellig wurde das Ergebnis begrüßt und gewürdigt. Das BGB übte sogleich erheblichen Einfluss auf ausländische Gesetzgebungen aus.
Im Zusammenhang mit der Verabschiedung durch den Reichstag ist die sogenannte „Hasendebatte“ in die Rechtsgeschichte eingegangen. Am dramatischen Streit um die Frage, ob die Vorschrift (§ 835 BGB a.F.), wonach Jagdberechtigte für Flurschäden durch Rehe, Hirsche und Schwarzwild haften, auch auf Hasen auszuweiten sei, wäre die Verabschiedung des BGB beinahe gescheitert. Die Fraktion der Deutschkonservativen Partei, die sich für die Interessen der Jagdberechtigten einsetzte, drohte damit, lieber das ganze Gesetz zu verhindern, als in der Hasenfrage nachzugeben. Die katholische Zentrumspartei gab ihre Unterstützung für die Ausweitung der Vorschrift auf Hasen daraufhin auf.
Die Sozialdemokratie gehörte im gesamten Gesetzgebungsprozess zu den entschiedenen Kritikern der verschiedenen Entwürfe, obwohl sich ihre Vertreter Arthur Stadthagen und Karl Frohme an der Kommissionsarbeit und im Parlament mit Änderungsanträgen zum Arbeits- und Eherecht beteiligten. Beide setzten sich für eine Gleichstellung der Frau im Eherecht ein, sowie für die Formulierung eines Kollektiven Arbeitsrechtes anstatt der bisher üblichen Rechtsfiktion eines Gegenübertretens von Arbeiter und Unternehmer als Einzelne und gleichberechtigte Vertragsparteien. Beide Ziele ließen sich jedoch nicht umsetzen, so dass die SPD-Reichstagsfraktion den Entwurf im Parlament letztlich ablehnte.
Nach den langjährigen Beratungen in zwei Expertenkommissionen und intensiven öffentlichen Debatten, an denen auch die deutsche Frauenbewegung ausgiebig beteiligt war, konnte die Gleichberechtigung der Frau zur Geschäftsfähigkeit festgeschrieben werden.

### Inkrafttreten und Einführungsgesetz zum Bürgerlichen Gesetzbuche
Das 1896 beschlossene und ausgefertigte BGB trat am 1. Januar 1900 gemäß Art. 1 EGBGB in Kraft.

„Nachdem in den deutschen Ländern lange Zeit unterschiedliche Gesetze galten ist nun auf dem Gebiet des Privatrechts die deutsche Rechtseinheit hergestellt.“

Das BGB wurde vom Einführungsgesetz zum Bürgerlichen Gesetzbuche (EGBGB) begleitet, in dem die Übergangsregelungen zum bis dahin in Deutschland geltenden Recht und Öffnungsklauseln für die Gesetzgebung der Bundesstaaten (heute: Bundesländer) enthalten sind (sogenanntes Landesprivatrecht). Die Bundesstaaten machten davon Gebrauch, indem sie ihrerseits Ausführungsgesetze zum BGB erließen, die in Teilen noch heute Geltung haben.

## Historische Kritik am BGB
Beispielhaft für die historische Kritik am BGB sind die Ausführungen Otto von Gierkes nach dem ersten Entwurf („kleiner Windscheid“). Nach seiner Auffassung war das BGB von zu wenig deutschrechtlichem Gedankengut getragen. In seiner Veröffentlichung Der Entwurf eines Bürgerlichen Gesetzbuchs und das deutsche Recht von 1889 schrieb er:

„Wird dieser Entwurf nicht in diesem oder jenem wohlgelungenen Detail, sondern als Ganzes betrachtet, wird er auf Herz und Nieren geprüft und nach dem Geiste befragt, der in ihm lebt, so mag er manche lobenswerte Eigenschaften offenbaren. Nur ist er nicht deutsch, nur ist er nicht volkstümlich, nur ist er nicht schöpferisch – und der sittliche und sociale Beruf einer neuen Privatrechtsordnung scheint in seinen Horizont überhaupt nicht eingetreten zu sein! Was er uns bietet, das ist in seinem letzten Kern ein in Gesetzesparagraphen gegossenes Pandektenkompendium. […] Das innere Gerüst des ganzen Baues vom Fundament bis zum Giebel entstammt der Gedankenwerkstätte einer vom germanischen Rechtsgeiste in der Tiefe unberührten romanischen Doktrin. […] Mit jedem seiner Sätze wendet dieses Gesetzbuch sich an den gelehrten Juristen, aber zum deutschen Volke spricht es nicht. […] In kahler Abstraktion löst es auf, was von urständigem und sinnfälligem Rechte noch unter uns lebt.“

Ein weiterer Kritikpunkt von Gierkes war die Ausrichtung persönlicher Rechte auf die Privatnützigkeit. Betreffend die romanische Doktrin des ersten Entwurfes führt er in einer Rede vor der Wiener Juristischen Gesellschaft desselben Jahres aus:

„Mit dem Satze ‚kein Recht ohne Pflicht‘ hängt innig unsere germanische Anschauung zusammen, daß jedes Recht eine ihm immanente Schranke hat. Das romanische System an sich schrankenloser Befugnisse, welche nur von außen her durch entgegenstehende Befugnisse eingeschränkt werden, widerspricht jedem sozialen Rechtsbegriff. Uns reicht schon an sich keine rechtliche Herrschaft weiter, als das in ihr geschützte vernünftige Interesse es fordert und die Lebensbedingungen es zulassen.“

Weiter wurde kritisiert, dass das BGB mit seiner formalen Gleichheit der Rechtsgenossen der wirtschaftlichen und intellektuellen Verschiedenheit der Einzelnen nicht gerecht werde. Die Privatautonomie als bloße Möglichkeit der wirtschaftlichen und rechtlichen Selbstverwirklichung begünstige auf längere Sicht die schnellen, flexiblen, wissenden und vermögenshaltenden Kräfte der Gesellschaft. Demgegenüber hätten die Verhältnisse der Lohnarbeiterklasse in den allgemeinen Vorschriften über den Dienstvertrag (§§ 611 ff. BGB) nur eine völlig unzureichende Regelung erfahren, da diese auf Dienste vorindustrieller Prägung zugeschnitten seien.
Das BGB wurde wiederholt auch wegen seiner Sprache kritisiert. So folge es einer „geschraubten mühsamen Diktion“, ergehe sich in „unverständliche[r] Kunstsprache“ und sei „pedantisch übergenau“. Auch wurde ein „kritischer Kanzleistil“ kritisiert, den „altfränkische Umständlichkeit“ ausmache. Aus dem Ausland erhielt das Gesetz eher positive Kritiken, so stellte man die Begriffsschärfe, die systematische Geschlossenheit, die Sprachpräzision und andere Qualitäten heraus. In der Schweiz wurde das BGB gar als „das Privatgesetzbuch mit der präzisesten, konsequentesten Rechtssprache vielleicht aller Zeiten“ rezipiert.
Mangels Bekanntheit wesentlicher Vorgaben des BGB in der Gesellschaft fehlt es an Bürgernähe, was durch eine Umfrage des Hochschullehrers Andreas Gran unter juristischen Laien belegt wurde.

## Ideenwelt des BGB
Die Grundlagen des BGB stehen in der Tradition des überlieferten römischen Rechts, insoweit ist das BGB eine romanistische Kodifikation. Zur gliedernden Systematik wurde oben bereits ein Hinweis darauf gegeben. Seinen Ausgang nahm das in der Rechtsgeschichte hoch beachtete römische Recht mit dem Zwölftafelgesetz, das um 450 v. Chr. entstanden war. Darin wurden viele kategoriale Privatrechtsmaterien geregelt, betreffend das Schuld- und Sachenrecht, das Familien- und Erbrecht, letztlich das Delikts- und Sakralrecht (ius civile). An diesen ersten Höhepunkt der Kodifikation von Recht in den XII Tafeln schloss sich eine etwa tausendjährige Geschichte an, die während der Republik und verstärkt während der Kaiserzeit eine Vielzahl von Modifikationen und Weiterentwicklungen im zivil- und zivilprozessualen hervorbrachte, vornehmlich gestützt auf Jurisprudenz. In die Zeit eingeschlossen war über die Herausbildung streitiger Lehrmeinungen (ius controversum) die Blütezeit der nachhaltigen klassischen Rechtswissenschaft. Nach Einsetzen von Staatskrisen und damit von Untergangstendenzen auch im feingliedrigen klassischen Recht (sogenanntes Vulgarrecht), besann sich Kaiser Justinian in der späten Kaiserzeit, somit in der Spätantike, auf Maßnahmen zur Rettung des tradierten Rechtsbestands. Er entschied sich zum Erhalt aller mit und seit dem Zwölftafelgesetz geschaffenen Regelungen, sofern diese an die ökonomisch und politisch gehobenen Ansprüche anpassbar waren und damit verkehrstauglich. So flossen kodifiziertes republikanisches Recht, Juristenrecht und Kaiserkonstitutionen in eine mehrteilige Gesetzessammlung ein, den später so genannten Corpus iuris civilis. Für das materielle Bestandrecht bürgten vornehmlich die Institutionen und die Digesten. Im Codex Iustinianus (Bestandteil des Corpus) kommt zum Ausdruck: „Indem wir dem Zwölftafelgesetz folgen, korrigieren wir neueres Recht durch neustes Recht“. Dieses blieb bis zum Ende des römischen Reiches in Kraft und wurde ab dem 12. Jahrhundert in Europa intensiv rezipiert.
Okko Behrends sieht als gemeinsames Merkmal der auf das römische Recht zurückgehenden europäischen Rechtskodifikationen die Prägung ihrer Grundwerte und Rechtsfiguren durch ein  „freiheitliches Menschenbild“, das auf die „antike Aufklärung“ zurückgehe. Die heutige Verfassungslage gebe diesem Menschenbild den Raum für seine Entfaltung, begründe es aber nicht. Behrends betont dabei, dass der Feststellung für das Verständnis der Privatrechtstheorie erhebliche Bedeutung zukomme, in ihren Zusammenhängen aber selbst noch gewisser Aufklärung bedürfe. Das freiheitliche Menschenbild finde sich im Zentrum des Privatrechts, „beglaubigt“ durch seine lange Zivilisationsgeschichte; nicht erst das nationale Gewaltmonopol des Staates in seiner Eigenschaft als Gesetzgeber und Gerichtsbarkeit (Verfassungskonsens des Grundgesetzes) hätten es gewährleistet.
Neben dem weltlichen, fand aber auch Kirchenrecht mit dem Corpus Iuris Canonici den Weg ins BGB. Mit ihm fand beispielsweise die Kategorie des Stellvertretungsrechts – dessen Maximen aus dem liber Sextus entlehnt waren – Einlass in die Kodifikation des BGB. Dem römischen Recht war diese Rechtsfigur noch fremd gewesen.
Die Rezeption des römischen Rechts, diese setzte im 12. Jahrhundert im italienischen Bologna ein, führte in der Geschichte des Rechts zu einem erneuten Höhepunkt in der Zeit des 18. und 19. Jahrhunderts, als die naturrechtlichen Kodifikationen geschaffen wurden. Mit ihnen sollten die jahrhundertelang überkommenen Grundsätze der ständisch-hierarchisch geprägten Gesellschaftsordnung überwunden werden. In Deutschland erfuhr das gemeine Recht im 19. Jahrhundert durch die pandektenwissenschaftlichen Formulierungshilfen einen starken Auftrieb. Das römische Recht wurde somit in der Gestalt, wie sie von der Rechtswissenschaft des 19. Jahrhunderts gelehrt wurde, ausdrücklich zur wissenschaftlichen Grundlage erklärt. Tragend dafür waren die Leitbilder von „Freiheit“ und „rechtlicher Gleichheit“ aller am Privatrechtsverkehr teilnehmenden Personen (Privatautonomie). Selbstbestimmung und Entscheidungsfreiheit waren zu „Zauberwörtern“ eines neuen gesellschaftlichen Selbstbewusstseins geworden. Um das zu verwirklichen, wurde im BGB auf eine funktionale und vor allem verbindliche Rechtsgeschäftstechnik geachtet. Der einzelne sollte seine Rechtsbeziehungen auf der Grundlage der Gleichordnung zu anderen in Selbstbestimmung und Selbstverantwortung gestalten können. Wichtige Ausprägungen der Privatautonomie sind die Vertragsfreiheit (§ 305 BGB a. F., jetzt § 311 Abs. 1 BGB n. F.) und die Testierfreiheit (§ 1937 bis § 1941 BGB). Auch die Vermögensordnung ist im Wesentlichen privatnützig ausgestaltet (§ 903 BGB). Gesellschaftspolitisch war die Funktion des BGB, für die wirtschaftlichen Unternehmungen des aufstrebenden Bürgertums einen geeigneten rechtlichen Rahmen zu bilden.
Im Gegensatz zum freiheitlich geprägten Schuld-, Sachen- und Erbrecht folgte das Familienrecht weitgehend der patriarchalischen Tradition, die sich vor allem in der Verwaltung und Nutznießung des Vermögens der Ehefrau durch den Ehemann (§ 1363 BGB a. F.), dem Entscheidungsrecht des Ehemanns in ehelichen Angelegenheiten (§ 1354 BGB a. F.) und der Wahrnehmung der elterlichen Sorge durch den Vater (§ 1627 BGB a. F.) niederschlug. Andererseits führte das BGB die durch das Personenstandsgesetz von 1875 eingeführte verpflichtende Zivilehe mit ihrer grundsätzlichen Scheidbarkeit fort.
Trotz der vorherrschenden liberalen und individuellen Züge des BGB fand ein Ausgleich zwischen den Interessen der nachständischen Gesellschaft, der Industrialisierung und der politischen Ordnung des Deutschen Kaiserreichs statt. Dieser erfolgte im Wege von Vorbehaltsklauseln für die einzelstaatliche Gesetzgebungskompetenz auf dem Gebiet des Privatrechts (siehe EGBGB).

## Stilistische Grundgedanken, Anwendung, Rechtsfortbildung und Auslegung des BGB
Die Pandektistik selbst war vom sogenannten Fallrecht geprägt, der Normenaufbau kasuistisch. Die BGB-Gesetzesväter lehnten die Methode der Orientierung an der Verrechtlichung von Lebenssachverhalten aber ab. Sie hatten stattdessen eine Regelungstechnik im Auge, die Gewähr für höchstmögliche Abstraktion und generelle Geltung (Verallgemeinerung) bietet. Vorangestellt wurde für diesen Zweck ein vorgeschaltetes Buch, der „Allgemeine Teil“. Seiner Zielsetzung nach stellte er gemeinsame Regeln für die nachfolgenden Bücher auf. Viele kategoriale Begriffe dieses „Allgemeinen Teils“ werden im Gesetz nicht definiert. Beispiele sind der Vertrag, die vertragliche Bedingung oder der Schaden. Häufig hielt sich der Gesetzgeber bei der Kodifikation auch aus Fragen der rechtlichen Konstruktion vieler Begriffe heraus. So lässt er etwa offen, ob der Erfüllungstatbestand Vertrag oder Realakt ist.
Im Quervergleich zum Allgemeinen Preußischen Landrecht, ein Kodex, der sich als „Gesetz der Aufklärung“ verstand, musste das BGB bei erster Annäherung wie ein Gesetz wirken, das von substantiellem Verlust gezeichnet war. Die auf das Gesetz durchwirkende Selbstbeschränkung des Gesetzgebers verlangte, dass eine differenzierte Rechtsdogmatik geschaffen würde. Hans Hermann Seiler drückte es dahingehend aus, dass das BGB weniger Produkt des Gesetzespositivismus sei, vielmehr sei es ohne Dogmatik gar nicht anwendbar. Das erschwert seine Anwendung. Einigkeit besteht in der Wissenschaft heute insoweit, dass die Voranstellung allgemeiner Regelungen die Entwicklung des BGB weder behindert noch wesentlich erleichtert habe.
Kennzeichnend für das BGB ist sein hoher Abstraktionsgrad. Der gilt auch für die Begriffsbildungen. Viele sich im Gesetz wiederfindende „kategoriale Termini“ – beispielsweise die Willenserklärung oder das Rechtsgeschäft – decken sich nicht mit der Ausdruckswelt im sozialen Lebensalltag. Sie finden insoweit dort keine unmittelbare Entsprechung, gleichwohl wird ihnen, wie vielen derivativen Begriffsbildungen, aber bescheinigt, sehr präzise und genau im sprachlichen Ausdruck zu sein. Immer wieder wird dem BGB zugesprochen, dass bis heute kein anderes deutsches Gesetz eine vergleichbare sprachliche Prägnanz repräsentiere. Es wird aber auch eingewandt, dass die hohe Abstraktion möglicherweise mit ursächlich dafür sei, dass spezifischere Regelungen ausblieben, obgleich es ihrer bedürfe. Eine einfachere Rechtsterminologie könnte da Abhilfe schaffen. Bis heute werden besondere Nichtigkeitsregeln im anpassungsbedürftigen Arbeits- und Gesellschaftsrecht vermisst. Kritisiert wurde und wird zudem, dass der hohe Verallgemeinerungsgrad auf Kosten der Einzelfallgerechtigkeit ginge.
Die Strenge der juristischen Terminologie hindert das BGB nicht daran mit Generalklauseln zu operieren. Hoher wertausfüllungsbedürftiger Anspruch geht von Klauseln aus, die im Gewand der guten Sitten, von Treu und Glauben, Billigkeit oder der im Verkehr erforderlichen Sorgfalt, flexible Maßstäbe für sich ändernde Lebensverhältnisse bieten.
Die Methodenlehre des Privatrechts unterliegt bis heute einem erheblichen Wandel. Zum Zeitpunkt des Inkrafttretens des BGB war die juristische Arbeitsweise noch von der im 19. Jahrhundert entwickelten (pandektistischen) Begriffsjurisprudenz geprägt. Die Methodik setzte auf einer aus der Historischen Rechtsschule hergeleiteten Überzeugung auf, dass Rechtssätze sich nur dann etablieren würden, wenn das Volk, für das die Rechtssatz gelten sollen, diese auch annehmen. Bekanntester Vertreter dieses historischen Bewusstseins von Recht war Friedrich Carl von Savigny. An ihn anknüpfend, postulierten Bernhard Windscheid und Georg Friedrich Puchta, dass der vorhandene Normenbestand heranzuziehen sei, um ihn in ein denklogisch geschlossenes System von Rechtsbegriffen zu ordnen. Den rezipierten und noch gültigen römischen Rechtsstoff galt es in ein widerspruchsfreies Rechtssatzsystem zu fügen.
Mithilfe von zusätzlichen Obersätzen und Definitionen (pandektistischer Ansatz) sollte es im Rahmen der Begriffsjurisprudenz möglich werden, dass alle Lebensvorgänge rechtlich erfassbar würden. Sie sollten unter die einschlägigen Rechtsbegriffe subsumiert werden können, damit die Konflikte des Lebensalltags – möglichst frei von rechtlicher Wertung – lösbar würden. In den 1920er Jahren setzte sich allerdings die vornehmlich von Philipp Heck und Rudolf von Jhering vertretene Interessenjurisprudenz durch. Sie war flexibler und ließ sich auf rechtliche Wertungen ein. Die für die Begriffsjurisprudenz problematischen Fälle, nämlich die gesetzlich nicht geregelten und deshalb kaum lösbaren Interessenskonflikte, konnten im Rahmen der neuen Bewegung eher gelöst werden. Dazu wurden die bestehenden gesetzlichen Regelungen denklogisch erweitert, indem das Prinzip sinngemäßer Vergleichbarkeit geschaffen wurde, die sogenannte Analogie. Mithilfe der vergleichenden Wertung konnten die bestehenden Regelungsinhalte auch ungeregelte Interessenskonflikte erfassen. Dabei setzte sich ein allgemeines Verständnis durch, dass dem Richter die Befugnis zur Rechtsfortbildung einzuräumen war. Die obersten Gerichte argumentierten, dass es sich um ein Erfordernis der Vielgestaltigkeit der Lebenswirklichkeit handle; der Gesetzgeber ließe aufgrund der Unvorhersehbarkeit zukünftig regelungspflichtiger Rechtsmaterien vieles unweigerlich offen, was aufgrund „planwidriger Unvollständigkeit“ zu Gesetzeslücken führen müsse. Sie stimmten mit den Vorstellungen Savignys dahin überein, das vom Gesetzgeber erwartet werden könne, dass er den rechtspolitischen Rahmen setze, der dann durch die juristischen Fachleute auszugestalten sei. Ab den 1960er Jahren setzte sich im zivilrechtlichen Schrifttum dann die Interpretationsmethode der Wertungsjurisprudenz durch. Dabei wird davon ausgegangen, dass Gesetzgeber und Rechtsanwender gleichermaßen, Rechtsbegriffe stets einer „Wertung“ unterzögen. Der Richter habe die Rechtsordnung und gegebenenfalls die in ihr bestehenden Gesetzeslücken im Lichte der Wertmaßstäbe des Grundgesetzes zu schließen.
Die Auslegung von Rechtsnormen des BGB und der Nebengesetze folgt der sogenannten objektiven Theorie, ein Wertekonzept, das von der höchstrichterlichen Rechtsprechung des Bundesverfassungsgerichts (BVerfG) und des Bundesgerichtshofs (BGH) geebnet wurde. Maßgeblich ist dabei der im Gesetzeswortlaut zum Ausdruck gebrachte „objektivierte Wille“ des Gesetzgebers. Unmaßgeblich hingegen sei der subjektive Wille des historischen Gesetzgebers, der sich im Zweifel auch gar nicht ergründen ließe. Im Sinne des Rechtsgedankens des § 133 BGB konkretisiert der BGH noch dahin, dass nicht der buchstäbliche Ausdruck, sondern der Sinn der Norm zunächst zu erfassen und sodann zu würdigen sei. Als maßgebende Kriterien für die methodische Auslegung von Rechtsnormen sei zunächst nach dem „Wortsinn“ zu suchen, weiterhin nach dem „Bedeutungszusammenhang“, den „Entstehungsgründen“ und dem „Zweck der Norm“.

## Entwicklung

### Kaiserzeit
In den ersten 14 Jahren seines Bestehens begannen Rechtsprechung und Rechtswissenschaft mit der Entwicklung der Dogmatik des BGB. Die Gerichte ergänzten das geschriebene Recht etwa um das Rechtsinstitut der positiven Vertragsverletzung, das Recht am eingerichteten und ausgeübten Gewerbebetrieb oder die vorbeugende Unterlassungsklage gegen drohende Rechtsverletzungen.

### Weimarer Republik
In der Weimarer Republik trat mehr in das Blickfeld, dass es dem BGB an Schutzvorschriften zugunsten wirtschaftlich schwächerer Bürger im Miet- und Arbeitsrecht fehlte. Im Arbeitsrecht begann bereits in dieser Zeit die Tendenz zur Sondergesetzgebung, die heute zu einer Vielzahl von Arbeitsgesetzen und einer unübersichtlichen Rechtsprechung geführt hat.
Auf dem Gebiet des Schuldrechts entwickelte die Rechtsprechung des Reichsgerichts – vor dem Hintergrund der Inflation – das Rechtsinstitut des Wegfalls der Geschäftsgrundlage („Dampfpreisfall“ von 1920).

### Zeit des Nationalsozialismus
Der nationalsozialistische Gesetzgeber änderte zunächst das Familien- und Erbrecht. Da die Generalklauseln, insbesondere § 242 BGB („Treu und Glauben“), „Einfallstore“ für eine Rechtsdogmatik im Sinne der nationalsozialistischen Ideologie darstellten, wurde auf umfangreiche Änderungen an den ersten drei Büchern des BGB verzichtet. Das NS-Regime arbeitete an einem Volksgesetzbuch, welches das dem liberalen Gleichheits- und Freiheitsgedanken verpflichtete BGB ablösen sollte.
Das Eherecht wurde 1938 durch das Ehegesetz aus dem BGB herausgenommen. 1946 wurde es mit dem Kontrollratsgesetz Nr. 16 neu gefasst. Das Scheidungsrecht wurde 1976, das Recht der Eheschließung 1998 auch in Hinblick auf die Deutsche Wiedervereinigung in das BGB zurückgeführt und vereinheitlicht.

### Besatzungszeit
Die Alliierten nahmen wesentliche Änderungen des NS-Regimes am BGB zurück. Die Entwicklung des BGB ist ab diesem Zeitpunkt in eine west- und ostdeutsche Entwicklung zu unterteilen.

### Entwicklung in der DDR
Durch die Gesetzgebung der Deutschen Demokratischen Republik (DDR) wurde das BGB schrittweise außer Kraft gesetzt, da es mit der sozialistischen Ideologie nicht vereinbar war. Nacheinander wurden das Familienrecht in ein an die veränderten Lebensverhältnisse angepasstes Familiengesetzbuch (1965), das Arbeitsrecht in ein Gesetzbuch der Arbeit (1961, 1978 ersetzt durch das Arbeitsgesetzbuch), die übrigen Teile in das Zivilgesetzbuch (1976) überführt. Zeitgleich wurde das BGB 1976 durch das EGZGB aufgehoben. Das Recht war einer sozialistischen Wirtschaftsordnung untergeordnet. Der Vertrag diente als Instrument der Planwirtschaft.
Mit der Wirtschafts- und Währungsunion zum 1. Juli 1990 und der Deutschen Wiedervereinigung zum 3. Oktober 1990 endete dieser Sonderweg. Das BGB wurde mit umfangreichen Übergangsregelungen (Art. 230 ff. EGBGB) für das Gebiet der ehemaligen DDR (Art. 230 – Art. 237 EGBGB) wieder gesamtdeutsches Recht.

### Entwicklung in Westdeutschland
Mit dem 31. März 1953 wurde das Familienrecht des BGB, soweit es gegen die Gleichberechtigung von Mann und Frau verstieß, unwirksam (Art. 117 Abs. 1, Art. 3 GG). Dem trug der Gesetzgeber durch das Gleichberechtigungsgesetz von 1957 weitgehend Rechnung, indem das Güterrecht auf die bis heute geltende Zugewinngemeinschaft umgestellt und das Entscheidungsrecht des Ehemanns in ehelichen Fragen aufgehoben wurde. Das Eherechtsgesetz von 1976 beseitigte das gesetzliche Leitbild der Hausfrauenehe.
Sehr umstritten war hingegen im Scheidungsrecht die Abkehr vom Verschuldensprinzip hin zum Zerrüttungsprinzip. Das Gesetz für die Rechtsstellung nichtehelicher Kinder von 1969 beseitigte die Ungleichbehandlung zwischen ehelichen und unehelichen Kindern und verwirklichte so die Forderung von Art. 6 Abs. 5 GG.
In den folgenden Jahren wurden zahlreiche Verbraucherschutzgesetze außerhalb des BGB erlassen, so z. B. das Haustürwiderrufsgesetz oder das Gesetz zur Regelung des Rechts der Allgemeinen Geschäftsbedingungen („AGB-Gesetz“), so dass die Übersichtlichkeit litt und der Charakter des BGB als Gesamtkodifikation in Mitleidenschaft gezogen wurde. Mittlerweile sind die meisten dieser Gesetze aufgehoben und in das BGB bzw. in das EGBGB aufgenommen.

### Entwicklung seit 1990 in Gesamtdeutschland
1992 wurde durch das Betreuungsgesetz das Recht der Vormundschaft über Erwachsene abgeschafft und durch die Betreuung (§§ 1896 ff. a. F., seit 2023 nummeriert als §§ 1814 ff. BGB) ersetzt.
1998 erfolgte eine große Reform des Kindschaftsrechtes (unter anderem Neuregelungen zur endgültigen Beseitigung der Unterscheidung zwischen ehelichen und nichtehelichen Kindern) sowie die Rückverlagerung des Eherechtes in das BGB.
Eine weitere große Überarbeitung erfolgte im Zuge der Schuldrechtsmodernisierung, die mit Beginn des Jahres 2002 in Kraft getreten ist und durch die unter anderem verschiedene Verbraucherschutzrichtlinien der Europäischen Gemeinschaft umgesetzt wurden. Zu diesem Anlass wurden viele der erwähnten Nebengesetze in das BGB aufgenommen. Außerdem wurden die positive Vertrags- oder Forderungsverletzung und andere von der Wissenschaft und der Praxis (weiter-)entwickelte Rechtsinstitute ausdrücklich gesetzlich geregelt. Das gesamte Recht der Leistungsstörungen sowie das Verjährungsrecht wurden überarbeitet. Aus Anlass dieser Überarbeitung, die die tiefgreifendste seit Bestehen des BGB überhaupt war, wurde erstmals eine amtliche Neubekanntmachung des Wortlauts des Gesetzes vorgenommen.

## Zivilrecht in anderen Rechtsordnungen
Die vergleichbare Kodifikation in Österreich ist das viel ältere Allgemeine Bürgerliche Gesetzbuch (ABGB) von 1811. Es wurde in Liechtenstein als ABGB (Liechtenstein) übernommen, wobei heute einige Unterschiede bestehen.
In der Schweiz gilt das Zivilgesetzbuch (ZGB) von 1907, das historisch gesehen auf den Erfahrungen des deutschen BGB aufbaute, aber als moderner und klarer gilt. Was die Zeitpriorität anbelangt, wird häufig übersehen, dass das BGB seinerseits auf das Schweizerische Obligationenrecht von 1881 folgte, das heute formell Bestandteil des ZGB ist.

#### Reichstagsprotokolle (stenografische Berichte)
- Stenografischen Berichte über die Verhandlungen des Reichstages des Norddeutschen Bundes, Berlin 1867 ff. Digitalisate via reichstagsprotokolle.de
- Stenografischen Berichte über die Verhandlungen des Reichstags, Berlin 1871 ff. (Digitalisate via reichstagsprotokolle.de)

#### Bekanntmachungen
- Bürgerliches Gesetzbuch in der Fassung der Bekanntmachung vom 24. August 1896. In: Reichs-Gesetzblatt. 1896, Nr. 21, S. 195–603 (Transkript via Wikisource)
- Einführungsgesetz zum Bürgerlichen Gesetzbuche in der Fassung der Bekanntmachung vom 24. August 1896. In: Reichs-Gesetzblatt. 1896, Nr. 21, S. 604–650 (Transkript via Wikisource)